# 鳥山圭輔
鳥山 圭輔（とりやま けいすけ）は、NHKのアナウンサー。

## 人物
東京都町田市出身。
早稲田大学大学院先進理工学研究科修士課程修了後、2017年入局。

## 嗜好・挿話
- 関ジャニ∞のファン。甲府放送局時代の2019年9月1日、東京都で行われたライブに山梨県から中央線で出向いた事をブログで公表した[2]。
- 2024年2月10日、エディオンピースウイング広島でのオープニングマッチ（Jリーグプレシーズンマッチ・対ガンバ大阪戦）の実況を担当した[3]。

## 現在の担当番組
- 広島県・中国地方のニュース
- 各種スポーツ中継（高校野球、プロ野球、Jリーグ（主にJ1サンフレッチェ広島主催試合の実況などを担当））
- おはようちゅうごく（2023年8月14日 - ） - キャスター（隔週担当）[注釈 1]
- お好みワイドひろしま - 「お好みスポーツ」キャスター（隔週担当）
- ひろしま コイらじ - 日替りアナウンサー（不定期）

## 過去の担当番組
甲府放送局時代（2017年度 - 2019年度）
- 山梨県のニュース・中継・リポート
- 各種スポーツ中継（主にサッカーJ1→J2ヴァンフォーレ甲府主催試合を担当）

鳥取放送局時代（2020年度 - 2023年7月）
- 鳥取県のニュース・中継・リポート
- 各種スポーツ中継（主にサッカーJ3ガイナーレ鳥取主催試合を担当）
- いろ★ドリ（キャスター、2020年3月30日 - 2023年3月31日）
- NHKニュースおはよう日本スポーツコーナー（西阪太志の代理キャスター、2022年11月27日）
- おはようひろしま・おはようちゅうごく（2023年4月17日 - 21日）- キャスター代行（広島放送局の応援派遣）

広島放送局時代（2023年8月 - ）
- 台風7号関連特設ニュース（2023年8月15日・全国放送） - 広島放送局より中国地方の災害状況を伝えた[注釈 2]
- コネクト
  - 「ぐるっと中国地方 ブラフミエ 鳥取“カレー王国”の秘密」（2023年9月15日） - ナレーション
  - 「まちなか新スタジアム徹底解剖スペシャル」（2024年2月16日） - リポーター[3]
  - 「危険 あなたのそばにも活断層〜能登半島地震から学ぶ〜」（2024年2月7日） - ナレーション
- おはようひろしま（2023年10月24日 - 2024年3月15日） - キャスター（志賀隼哉、安藤結衣、松井大と週替わりで担当）
- 令和7年広島平和記念式典中継 -進行（2025年8月6日）

## 同期のNHKアナウンサー
- 片平和宏
- 後藤佑太郎
- 是永千恵
- 瀬戸光
- 中原真吾
- 堀菜保子（退職→みずほリサーチ&テクノロジーズ→東京大学大学院教育学研究科）
- 増村聡太
- 松井大
- 森田茉里恵
- 矢崎智之
- 山内泉